# マーケティング投資回収率
マーケティング投資回収率（英: Return on Marketing Investment, ROMI）とは、マーケティングにかかるキャッシュアウトフローを費用ではなく投資と捉え、その投資全額の回収にかかる効率性を測る指標をいう。投資としてのキャッシュアウトフローを単年度でどれだけ投資回収するか、という考え方ではなく、複数の会計年度にわたって回収していく考え方である。
設備投資や研究開発と一般的に言われる企業活動と同様に、事業ごとの時間感覚はセールス＆マーケティング活動においてもあらかじめ定められた会計期間と合致するとは限らない。したがって中長期的にROIC（投下資本利益率）が加重平均資本コスト（WACC）を上回る投資を行うべきである、というコーポレートファイナンスの考え方が源流にある。マーケティング予算を単年度で消化するという従来の考え方ではなく、マーケティング投資額の全額を中期経営計画において定めた上で、その額を5年など複数年度に分散させて投資させながら効率よく資金を回収していく理由はここにある。

## 準備
（管理会計）マーケティング投資回収率（ROMI）の測定では、あらゆるマーケティング活動の効率性を測定するため、一つ一つの商品・サービスごとの売上、仕入れ、粗利益のみならず、営業＆マーケティングの人件費も全て加えた全キャッシュアウトフローを対象として損益計算書を複数事業年度にわたって作成する。

## 感度分析
人件費を含めてキャッシュアウトした額を漏らさず累積し、それを当該商品・サービスの売上によって何年何ヶ月目で回収するかをリアルタイムで追いかけていく手法であるため、投資期間の短期化がこの手法の命題となる。そのため投資成果の感度分析をリアルタイムで行う必要がある。投資額を回収するためにどのような業務上の工夫（PDCA）が最適かを組織が自然に考えるようになるため、海外の先進企業では一般的な経営管理指標になりつつある。